# Andrena bonasia
Andrena bonasia är en biart som beskrevs av Warncke 1969. Andrena bonasia ingår i släktet sandbin, och familjen grävbin. Inga underarter finns listade i Catalogue of Life.